# Mammula

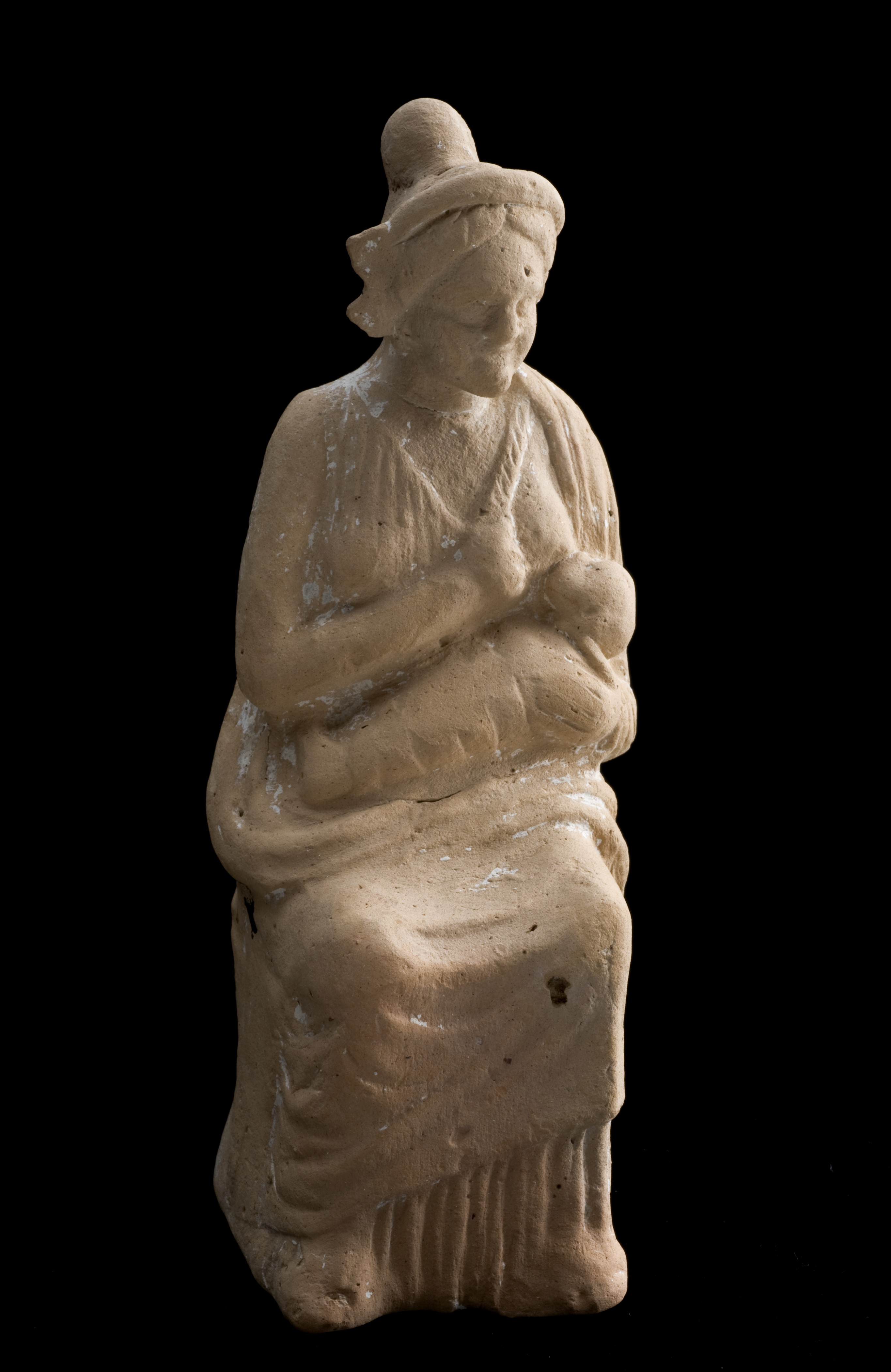
Späthellenistische Votivstatuette einer stillenden Frau, Science Museum, London

Mammula (lateinisch „Mutterbrüstchen“, inschriftlich auch Mamulla) war ein römisches Cognomen der gens Cornelia.
Bei dem Wort handelt es sich um die Diminutivform von mamma, „Brust“. Wie etwa zwanzig italische Inschriften zeigen, die Kinder ihrer Mutter gesetzt haben, wurde das Wort auch als Kosename für „Mutter“ verwendet. Zuweilen taucht es in Inschriften auch als Wort für eine stillende Ammensklavin (nutrix) auf. Daneben erscheint es auch auf einer Inschrift aus Carnuntum als Beiwort der Göttin Silvana.
Als Cognomen erscheint es in einer republikanischen römischen Familie, deren Angehörige um 200 v. Chr. einige Präturen besetzten. Die Familie stammte vermutlich aus Tusculum, wo eine Inschrift auf sie hinweist. Die vier namentlich bekannten Angehörigen der Familie sind:
- Aulus Cornelius Mammula (Prätor 217 v. Chr.), römischer Prätor 217 v. Chr., gelobte ein ver sacrum
- Aulus Cornelius Mammula (Prätor 191 v. Chr.), römischer Prätor 191 v. Chr.; Befehlshaber in Bruttium
- Marcus Cornelius Mammula, römischer Gesandter an die Höfe von Makedonien und Ägypten 173 v. Chr.
- Publius Cornelius Mammula, Prätor und Statthalter Siziliens 180 v. Chr.